# Филотей Константинидис
Филотей (на гръцки: Φιλόθεος, Филотеос) е гръцки духовник, митрополит на Вселенската патриаршия.

## Биография
Роден е на 24 декември 1844 година със светското име Константинидис (Κωνσταντινίδης) в цариградския квартал Татавла. В 1869 година завършва Халкинската семинария, като преди това е ръкоположен за дякон. От 1869 до 1871 година служи като проповедник и учител в Татавла. От 1871 до 1877 година е секретар на Първата патриаршеска канцелария.
На 12 декември 1877 година е избран за митрополит на Ксантийската и Перитеорийска епархия, като печели срещу архимандрит Амвросий Христидис и архимандрит Филарет Вафидис. На 13 декември 1877 година митрополит Калиник Халкидонски го ръкополага за свещеник. На 17 декември 1877 година е ръкоположен за ксантийски митрополит.
От 26 август 1885 година заема митрополитската катедра в Корча. На 30 април 1893 година е преместен като митрополит в Димотика. На 1 август 1896 година заема катедрата в Драма, начело на която остава до 1902 година. От 18 май 1902 до смъртта си на 27 ноември 1904 година е митрополит на Имброската епархия.